# たけしが鶴瓶に今年中に話しておきたい5〜6個のこと
『たけしが鶴瓶に今年中に話しておきたい5〜6個のこと』（たけしがつるべにことしじゅうにはなしておきたいごろっこのこと）とは、TBS系列で放送されていたトーク・特別番組である。ビートたけしと笑福亭鶴瓶の冠番組。ステレオ放送、文字多重放送を実施している。

## 概要
笑福亭鶴瓶が司会を務める同局のトーク番組『A-Studio』にビートたけしが2010年6月11日放送分にゲスト出演した際に、久々の共演を果たした2人が発した一言「2人でなら24時間しゃべっていられる」という言葉をきっかけに本番組は誕生した。
主なスタッフや演出手法は概ね『A-Studio』に準ずる。スタジオセットは、下町の商店街の一画をイメージしている。たけしと鶴瓶の2人がその年の1年間の話題（映画・芸能界・スポーツ・政治・文化など）を中心に話を進める。一応座って話ができるようになっているが、座っている時間はわずかで、興奮して立ち上がってそのまま立ち話を続けたり、たけしが過激なことを言うため鶴瓶が追いかけ、２人で座席の周りをグルグル走り回ったりする。
2012年を最後に本番組は製作されていないが、その後鶴瓶が司会のテレビ東京系列『チマタの噺』にたけしが数回ゲスト出演し同様なトークを展開した（本番組と同様で番組制作はK-maxが担当、たけしは年末にゲスト出演）。
- たけつる劇場

たけしが鶴瓶の演技の実力を見るためにその場で即興の芝居をさせる。第3回放送にて「自分の映画に出演させる」とたけしは言っていたが、 アウトレイジ ビヨンドに鶴瓶は出演せず、第4回放送の際、アウトレイジ3に至っては制作するかどうかさえ分かっていなかった。後に2017年にシリーズ3作目となるアウトレイジ 最終章が公開されたが、鶴瓶は出演出来なかった。

## 出演者

### 司会
- ビートたけし
- 笑福亭鶴瓶

### ナレーション
- あおい洋一郎

## 放送リスト
| 回数   | 放送日         | 日時          | 備考 |
| ------ | -------------- | ------------- | ---- |
| 其の壱 | 2010年12月30日 | 22:00 - 23:54 |      |
| 其の弐 | 2011年10月9日  | 21:00 - 22:48 |      |
| 其の参 | 2011年12月30日 | 22:00 - 23:54 |      |
| 其の四 | 2012年12月30日 | 22:00 - 23:54 |      |

## スタッフ

### 其の四時点
- ナレーション：あおい洋一郎
- 作家：鈴木おさむ、張眞英、小泉泰成
- ＴＭ・ＴＤ：荒木健一[1]
- カメラ：中島文章
- ＶＥ：宮本民雄（其の四）
- 音声：高場英文
- 照明：柴咲友美（其の四）
- 美術プロデューサー・美術デザイナー：中西忠司
- 美術制作：半田裕紀
- 装置：森田正樹、坂本進
- 操作：松村美保
- 装飾：川原栄一
- 建具：岸久雄
- 電飾：澤田稔
- 植木装飾：菊地起矢
- ヘアメイク：大野志保
- スタイリスト：上野真紀
- 編集：笠原善之、佐々木正和
- ＭＡ：飯塚大樹
- 音効：松下俊彦
- ＴＫ：葛貫明子
- ＣＧ：Vision
- 制作協力：K-max
- 協力スタッフ：鎌倉明夫・辻下秀（其の四）[2]
- デスク：片桐正子
- 演出補：畑舞香（其の四）、安部昌希
- 演出スタッフ：酒井祐輔、服部英司、小西寛／小林剛、佐藤英輔、平佐智子、宮崎直美、藤崎沙織／川島優子（其の四）[3]、田村奈津季、石尾彰弘、布目顕一郎・二石英憲（其の四）、後藤友紀（其の四）[4]
- 演出：飯島冬貴
- 総合演出：工藤浩之
- プロデューサー：海本泰
- 製作著作：TBS

### 過去
- ＴＤ：高松央（其の参）
- ＶＥ：木野内洋（其の参）
- 照明：中川剛（其の参）
- 協力スタッフ：廣中信行・磯山晶・永田周太郎・古味和浩（其の参）
- 演出スタッフ：鈴木一聖、碧山莉那（其の参）

## 備考
- 2012年12月30日放送回は、放送日が日曜日になるため、日曜日22時枠は毎日放送（MBS）制作枠であるが、当日に限ってはTBSに返上される。日曜日22時枠の替わりに前日の2012年12月29日の19 - 20時枠にMBS制作特別番組が放送された。（なお、送出はTBSが担当）
- 2012年を最後に放送されていなかったがテレビ局をテレビ東京に移し、2015年12月29日、『チマタの噺SP～たけし噺2015～』として同じようなテイストで放送された。